# Denys Kożanow
Denys Stanisławowycz Kożanow, ukr. Денис Станіславович Кожанов (ur. 13 czerwca 1987 w Żdanowie, w obwodzie donieckim, Ukraińska SRR) – ukraiński piłkarz, grający na pozycji pomocnika, reprezentant Ukrainy.

## Kariera piłkarska

### Kariera klubowa
Wychowanek Szachtara Donieck. Przez wysoką konkurencję nie mógł przebić się do podstawowej jedenastki, występował w drugiej i rezerwowej drużynie Szachtara. We wrześniu 2007 nowy trener Karpat Wałerij Jaremczenko, który wcześniej trenował Szachtar-2 Donieck, zaprosił występować do Karpat Lwów. 1 marca 2008 debiutował w koszulce Karpat. Latem 2011 roku został wypożyczony do Illicziwca Mariupol, a w styczniu 2013 do FK Sewastopol. 26 lipca 2014 roku ponownie został wypożyczony do Karpat Lwów. 11 maja 2016 opuścił lwowski klub, a w czerwcu 2016 został piłkarzem Dacii Kiszyniów, jednak już 15 lipca za obopólną zgodą kontrakt został anulowany, a 19 lipca 2016 ponownie zasilił skład Illicziwca Mariupol. 12 stycznia 2018 przeszedł do Weresu Równe. W maju 2018 opuścił Weres. 5 czerwca 2018 zasilił skład Wołyni Łuck.

### Kariera reprezentacyjna
4 września 2010 debiutował w reprezentacji Ukrainy w zremisowanym 1:1 meczu towarzyskim z Polską.